# Létavkovití
Létavkovití (Rhacophoridae) je čeleď žab. V rámci systematiky se dělí na dvě podčeledi: japonečky (Buergeriinae) a létavky (Rhacophorinae). K lednu 2020 zahrnuje celkem dvacet rodů. Je známo přes 420 druhů a počet popsaných létavkovitých stále roste. Tato čeleď je rozšířena ve východní, jižní a jihovýchodní Asii a také v Africe. Žáby obývají především lesy, ale přizpůsobily se i jiným biotopům včetně krajiny změněné lidmi. Zaznamenány byly v zemědělských oblastech včetně plantáží palem olejných, adaptovaly se i životu ve městech.
Létavkovití zahrnují malé i velké žáby, dosahují velikosti mezi 15 až 120 mm. Jejich zploštělé tělo může být různorodě zbarvené. Mezi prsty mají blánu, pomocí které mohou někteří zástupci při skocích plachtit ze stromu na strom, kvůli čemuž se stali povědomými mezi lidmi. Létavkovití jsou stromové žáby, žít mohou nicméně i na zemi. Aktivní jsou během noci a živí se převážně bezobratlými, jako je hmyz. Způsob rozmnožování závisí na jednotlivých rodech. Zatímco některé žáby kladou vajíčka na zem a prodělávají přímý vývoj, jiné do dutin stromů naplněných vodou a další pro ně vytvářejí pěnovitá hnízda nad vodní hladinou. Vylíhlí pulci poté spadnou do vody.
O popularizaci těchto žab se zasloužil vědec Alfred Russel Wallace. Lze je chovat v zajetí, jinak je jejich užitečnost pro člověka malá. Některé druhy jsou loveny pro maso. Na základě Mezinárodního svazu ochrany přírody bylo k roku 2018 hodnoceno 18 druhů jako vyhynulých a 25 kriticky ohrožených. Nebezpečí pro ně představuje hlavně ztráta přirozeného prostředí.

## Taxonomie
Čeleď létavkovití z řádu žáby byla poprvé popsána roku 1858 jako čeleď Polypedatidae. Abraham Carel Hoffman roku 1932 použil současný název Rhacophoridae. Českým synonymem této čeledi je dlouhoprstovití. V rámci ní existují dvě podčeledi: japonečky (Buergeriinae) a létavky (Rhacophorinae). Fosilní záznamy neexistují.
Vnitřní systematika této skupiny byla vícekráte měněna. Mezi létavkovité byly zařazovány i jiné, později osamostatněné taxony. Pod jménem Polypedatidae se společně na základě podobností ve vzhledu i chování řadily létavkovité a rákosničkovité (Hyperoliidae), další výzkumy je nicméně rozdělily do samostatných čeledí. Rákosničkovití a létavkovití nyní nejsou považováni ani za blízce příbuzné čeledi a obě tyto linie se pravděpodobně odštěpily nezávisle na sobě. Na počátku 21. století dva němečtí herpetologové – Miguel Vences a Frank Glaw, vyňali z létavkovitých několik rodů (Boophis, Laliostoma, Aglyptodactylus, Mantella a Mantidactylus) a klasifikovali je v rámci samostatné čeledi mantelovití (Mantellidae). Během 21. století pak bylo provedeno několik molekulárně-fylogenetických analýz, které měly pomoci odhalit vzájemné evoluční vztahy mezi jednotlivými létavkovitými.
Postavení samotné čeledi se však také průběžně vyvíjelo. Autoři 70. až 90. let 20. století řadili létavkovité jako podčeleď čeledi skokanovití (Ranidae). Ještě studie z roku 2005 řadila létavkovité pod skokanovité a rozčlenila je zde na tři triby Buergeriini (rod Buergeria), Philautini (rody Aquixalus, Kurixalus, Nyctixalus, Philautus a Theloderma) a Rhacophorini (rody Chirixalus, Chiromantis, Polypedates a Rhacophorus). Studie zároveň uváděla jako podčeleď skokanovitých i mantelovité (jako Mantellinae). Studie z následujícího roku (Frost & kol., 2006) nicméně tuto systematiku zavrhla a považovala létavkovité i mantelovité za samostatné čeledě, které společně tvoří sesterskou skupinu ke skokanovitým.
Čeleď létavkovití je velmi rozsáhlá. AmphibiaWeb uvádí, že k červenci roku 2021 existovalo celkem 20 rodů členících se na 441 druhů:
- podčeleď japonečky (Buergeriinae)
  - rod Buergeria (6 druhů)
- podčeleď létavky (Rhacophorinae)
  - rod Beddomixalus (monotypický taxon)
  - rod Chiromantis (15 druhů)
  - rod Feihyla (5 druhů)
  - rod Ghatixalus (3 druhy)
  - rod Gracixalus (17 druhů)
  - rod Kurixalus (20 druhů)
  - rod Leptomantis (13 druhů)
  - rod Liuixalus (8 druhů)
  - rod Mercurana (monotypický taxon)
  - rod Nasutixalus (3 druhy)
  - rod Nyctixalus (3 druhy)
  - rod Philautus (56 druhů)
  - rod Polypedates (24 druhů)
  - rod Pseudophilautus (82 druhů)
  - rod Raorchestes (71 druhů)
  - rod Rhacophorus (44 druhů)
  - rod Taruga (3 druhy)
  - rod Theloderma (27 druhů)
  - rod Zhangixalus (39 druhů)

Stále však dochází k popisování nových druhů a rodů (často kryptických), a tento počet tak není konečný. Značnou rozmanitost lze pozorovat kupříkladu v pohoří Západní Ghát a na ostrově Cejlon, kde se létavkovité rozrůznily do několika stovek druhů. Z podobných nově popsaných létavek lze jmenovat například dvanáct nových druhů identifikovaných při revizi rodu Philautus z r. 2009, popis nového druhu z rodu Polypedates z r. 2011, popis dvou nových monotypických rodů Mercurana a Beddomixalus v r. 2013 nebo popis létavky Ghatixalus magnus z r. 2015.
Genetickou výbavu tvoří diploidní karyotyp 2n = 24 nebo 26 chromozomů.

## Výskyt

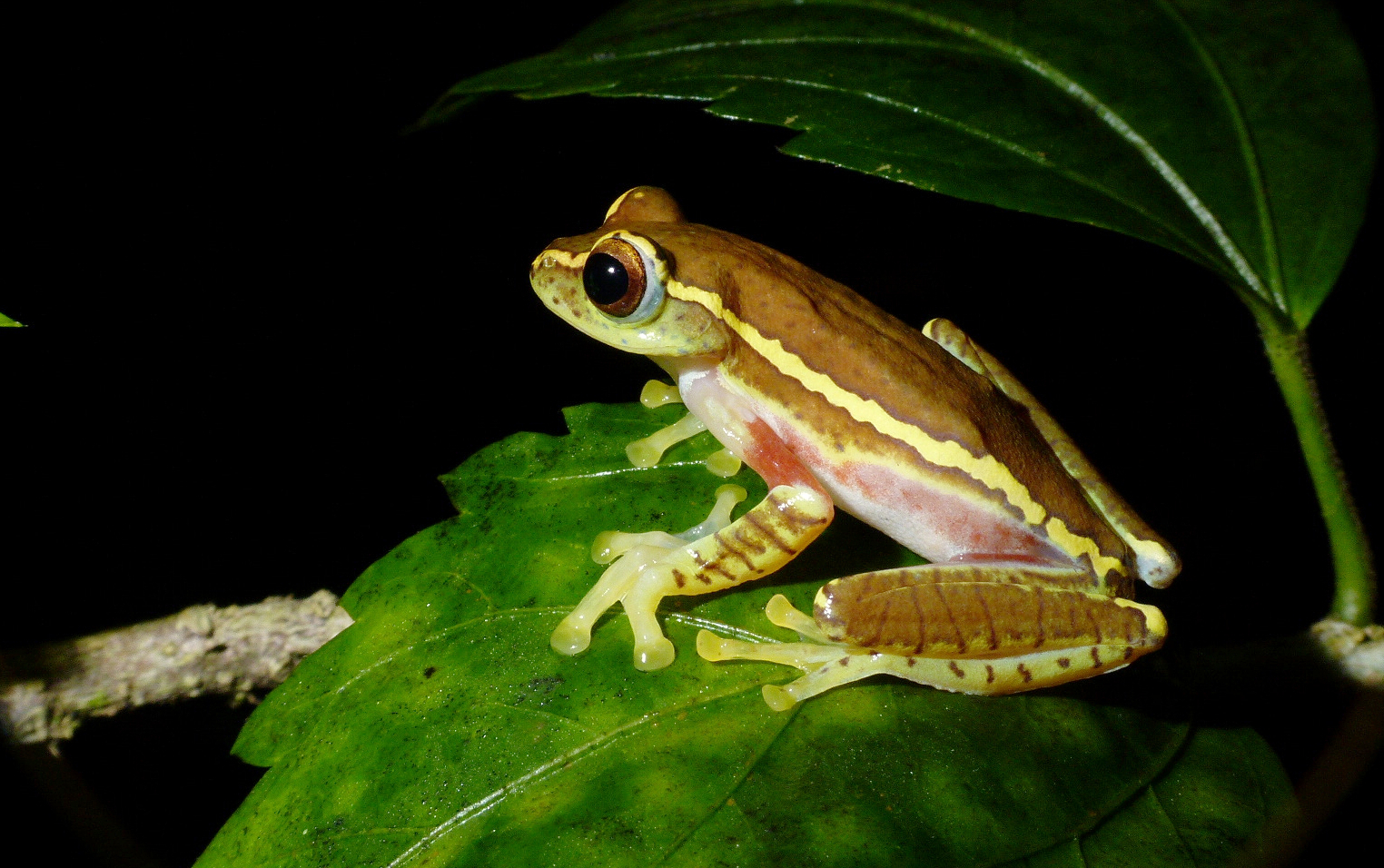
Indická létavka Rhacophorus lateralis

Létavkovití jsou rozšířeni v Asii a Africe. V Asii jejich rozsah zahrnuje ostrovy Malajského souostroví až po Sulawesi a Filipíny, areál výskytu se dále táhne do států jižní a východní Asie, jako je Čína či státy východní Indie a ostrovní stát Srí Lanka, a směrem na sever až po Japonsko. Africké populace zastupuje pouze rod Chiromantis. V rámci dělení na podčeledi je podčeleď Buergeriinae (s jedním rodem Buergeria) rozšířena od Tchaj-wanu po Japonsko a podčeleď Rhacophorinae obývá Afriku a Asii až po mírné areály Číny a Japonska.
Zástupci čeledi mohou obývat různé biotopy. Obvyklým areálem výskytu jsou lesy, jako zástupce žijící v lesích lze zmínit druhy pouchalka Eiffingerova (Kurixalus eiffingeri) či pouchalka luzonská (Philautus surdus). Blízkost vody není u některých druhů vyžadována, ale některé druhy jako japonečka zavalitá (Buergeria robusta), u vodních toků žijí. Africké populace se díky speciálním adaptacím přizpůsobily životu v suchých oblastech a dovedou snižovat ztrátu vody. Žáby se adaptovaly i na prostředí vytvořená člověkem. Například zástupcům rodů Polypedates či Rhacophorus nevadí život na rýžových polích a některé druhy se vyskytují i v těsné blízkosti lidského osídlení. Létavka Chiromantis baladika se adaptovala na život v plantážích palem olejných.

## Popis
Létavkovití jsou malé až velké žáby zploštělého těla, délka mezi čenichem a kloakou činí 15 až 120 mm. V rámci podčeledi létavek někteří členové rodu Theloderma dosahují velikosti pouze 17 až 20,6 mm, naopak druhy jako létavka černoblanná (Rhacophorus nigropalmatus) – největší stromová žába Bornea – nebo létavka listová (Rhacophorus dennysi) z podčeledi létavek měří i okolo 10 centimetrů. Zástupci druhé podčeledi, japoneček, měří mezi 25 a 70 mm.
Lebka létavkovitých je široká a plochá, s ozubenou horní čelistí. Velké oči jsou zdobeny vodorovnými zornicemi. Páteř má osm obratlů a výrazná je hrudní kost. Mezi dvěma distálnimi články prstů se vyskytují vmezeřené struktury. Tento znak je typický i pro zástupce mantelovitých. Z konce prstů poté vyrůstají přísavky, které žábám pomáhají lépe se pohybovat ve stromovém patře a na vertikálních plochách, tuto vlastnost sdílejí pro změnu s některými skokanovitými.
U některých létavkovitých se mezi prsty či i po stranách těla vyvinula blána, jež těmto žábám umožňuje plachtit až na vzdálenost několika metrů. Schopnost si však navzdory pojmenování i obecnému povědomí mezi lidmi osvojilo pouze několik druhů, většina nemá blánu dostatečně vyvinutou, aby jim umožnila plachtivý pohyb. Naopak největší blány mají plochu až 20 cm2. Plachtivého pohybu jsou schopni především zástupci rodu Rhacophorus, například létavka černoblanná či létavka pardálí (Rhacophorus pardalis). Dosažená vzdálenost činí u létavky černoblanné asi 7,3 m při skoku z výšky 5,4 m. Podobně jako létavkovití mohou plachtění využívat i někteří zástupci čeledi rosničkovitých (Hylidae).
Zbarvení zástupců čeledi je různorodé. Na hřbetě se pohybuje od bílé přes zelenou (létavka černoblanná či létavka Helenina) až po tmavé odstíny, jako je hnědá (červenohnědá létavka pardálí) či černá, vyvinout se může i vzorkování. Na stehnech mají tyto žáby výstražné vzory, pomocí nichž mohou odradit případného predátora. U létavky Rhacophorus penanorum pak byla dokonce zaznamenána i změna zbarvení během dne, kdy jinak zelené žáby přes den ztmavnou.

## Chování

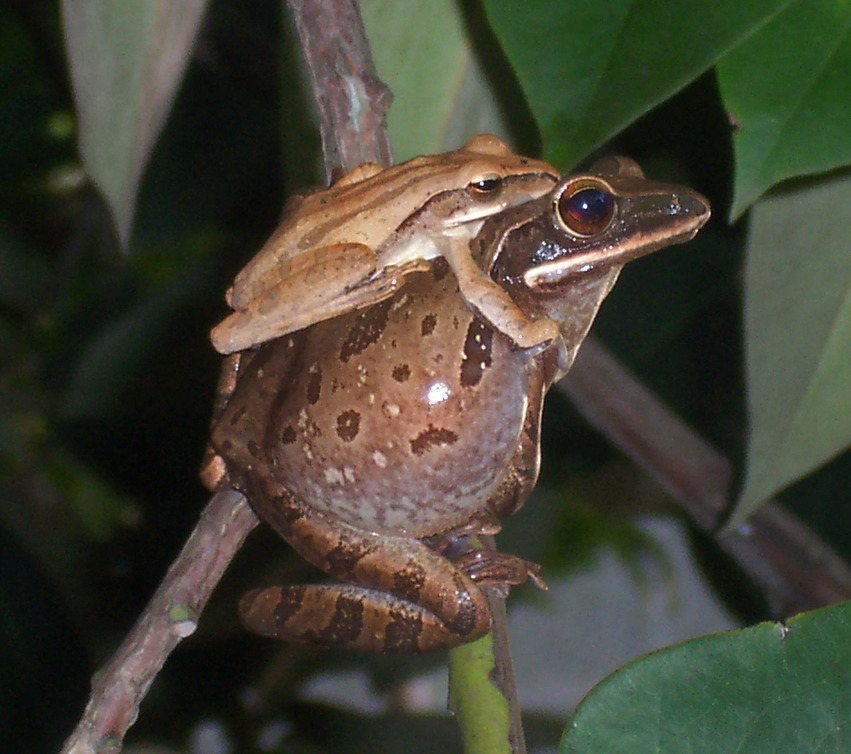
Pářící se létavky obecné

Létavkovití jsou převážně stromové žáby, konvergentní starosvětská obdoba některých amerických stromových rosničkovitých. Některé létavky nicméně žijí i na zemi. Řada z nich je aktivní v noci. Zbarvení některých druhů, například drsnokožky kornaté (Theloderma corticale) či létavky Philautus macroscelis, funguje jako mimikry, díky kterým nejsou žáby vidět, když odpočívají. Drsnokožka kornatá je navíc schopna předvádět smrt, a tím odradit případné predátory.
Létavkovití žerou především členovce, jako hmyz nebo pavouky, některé mohou pojídat i vajíčka jiných druhů žab. Větší zástupci čeledi se uchylují i k lovení jiných obratlovců a výjimkou není ani kanibalismus.

### Rozmnožování

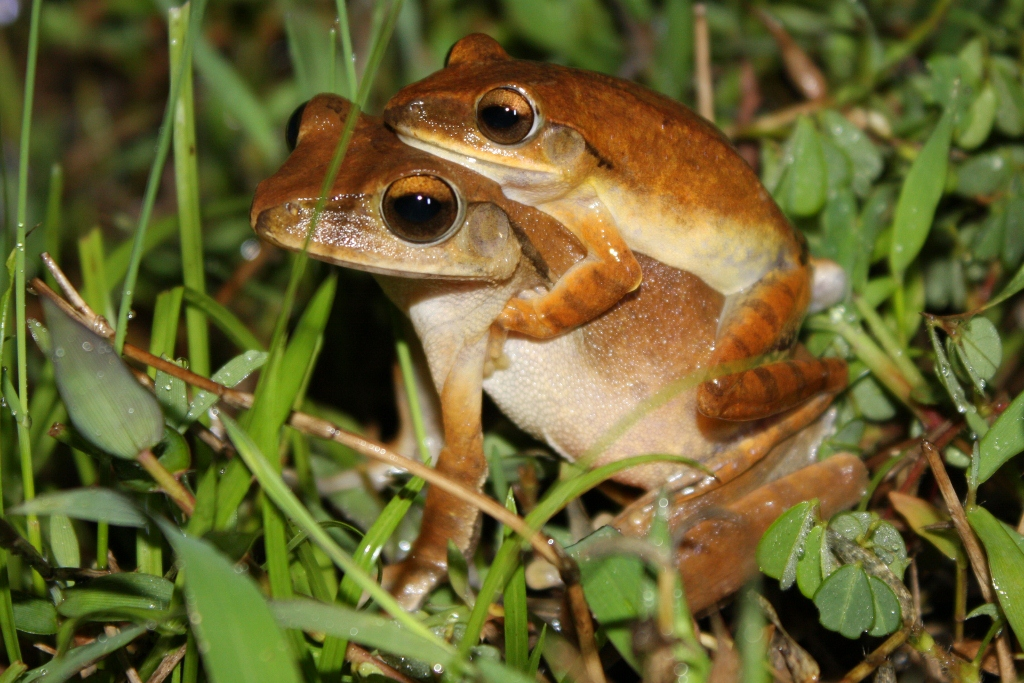
Páření létavek velkohlavých (Polypedates megacephalus)

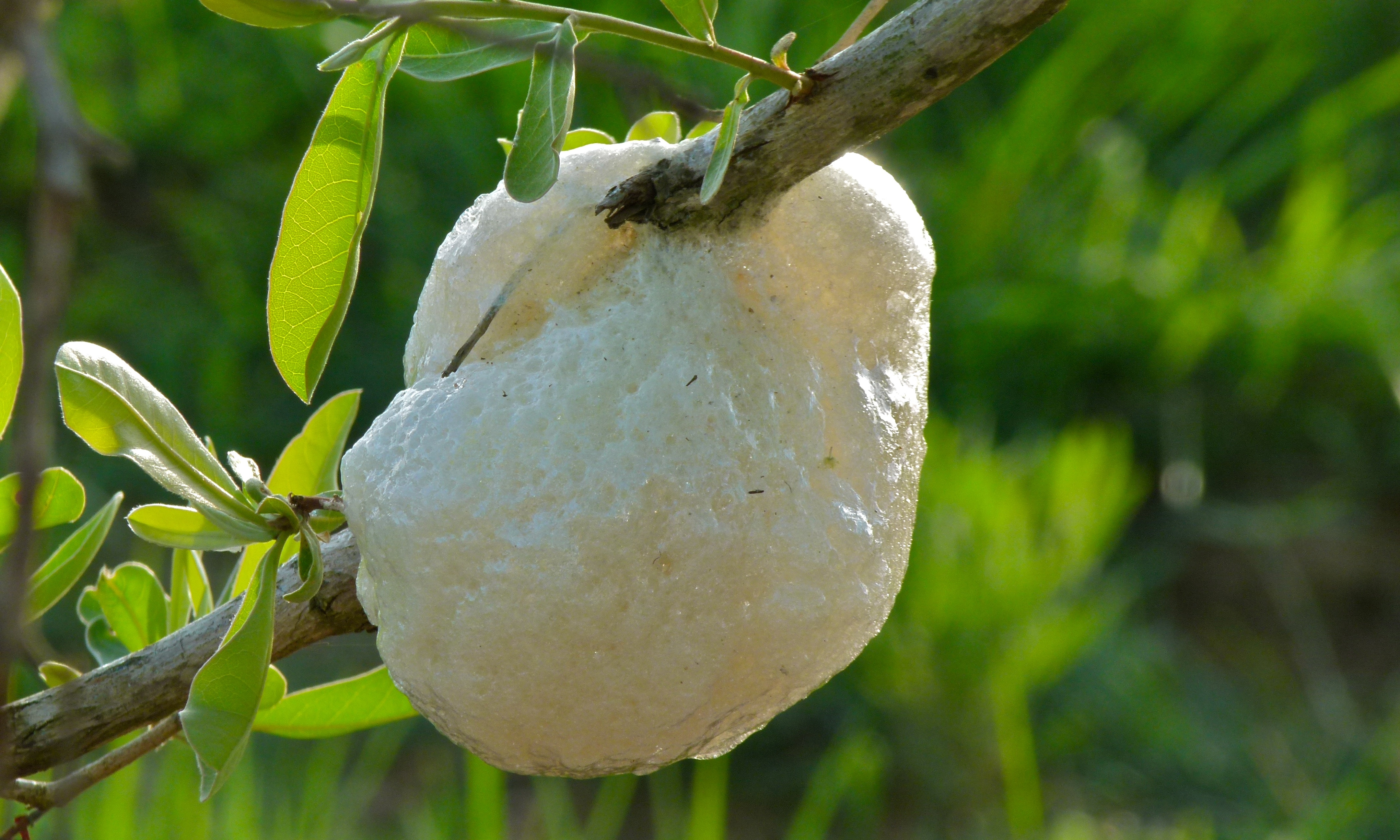
Pěnové hnízdo létavky

Nejvíce informací o létavkovitých bylo zjištěno během doby rozmnožování, kdy se stávají nejaktivnějšími. Tehdy samci od různých tůní lákají samice, aby se s nimi mohli spářit. Samci létavkovitých se při reprodukci drží samic za podpaží. Tomuto způsobu rozmnožování se říká axilární amplexus. Ten může trvat několik hodin až pět dní. Pokud na něj samice není připravena, dá to najevo zvláštními pohyby a ostrými výkřiky. Často se páří více samců s jednou samičkou.
Někteří zástupci rodu Philautus prodělávají vývoj přímý a vajíčka kladou na zem. Jiné druhy však mají odlišné rozmnožovací strategie. Rody Nyctixalus a Theloderma umisťují vajíčka do vodou naplněných dutin. Létavkovití z rodů Rhacophorus, Polypedates, Chiromantis a Chirixalus vytvářejí pro vajíčka pěnovité hnízdo, umístěné na vegetaci nad vodní hladinou. Hnízdo je tvořeno sekretem samic a může obsahovat i sperma samečků, kteří se na jeho napěnění podílejí kopáním nohama.
Z důvodu možného páření většího počtu samců najednou, a existujícího velkého konkurenčního boje, se samcům vyvinula neúměrně velká varlata. Studie japonských vědců Kusana, Tody a Fukujamy v časopise Behavioral Ecology and Sociobiology zkoumala devatenáct druhů japonských žab, z nichž varlata létavkovitých byla nejmohutnější. Zatímco u ostatních žab se podílela jen na asi 0,2 až 0,4 % tělesné hmotnosti, u jedné z létavek tvořila až 5 % hmotnosti, minimálně vždy nad 1 %. Pěnové hnízdo plní funkci termostatu a udržuje vajíčka v konstantní teplotě. Uvnitř hnízda se vytváří vodní prostředí a asi za dva týdny se začne rozpadat. Pulci, kteří se z pěnovitého hnízda dostanou, spadnou do vodní hladiny pod ním, kde dále pokračuje jejich vývoj. Pokud se hnízdo rozpadne za příliš krátkou dobu, larvy vykazují pomalý růst.
Pulci jsou všežraví a nevyhýbají se ani kanibalismu, kdy požírají ostatní pulce či vajíčka. U létavkovitých (pouchalka Eiffingerova – Kurixalus eiffingeri) byla zaznamenána i rodičovská péče, kdy samice svým mláďatům přinášely potravu tvořenou vajíčky, která za tímto účelem nakladly předem. Pulci jsou na této potravě od matky natolik závislí, že bez ní uhynou. Jakmile dosáhnou pulci velikosti asi 4 cm, promění se v dospělce. Při vysokých teplotách se v dospělce mohou vyvinout i dříve, což se nicméně negativně odrazí v jejich dalším životě.

## Vztah slidmi

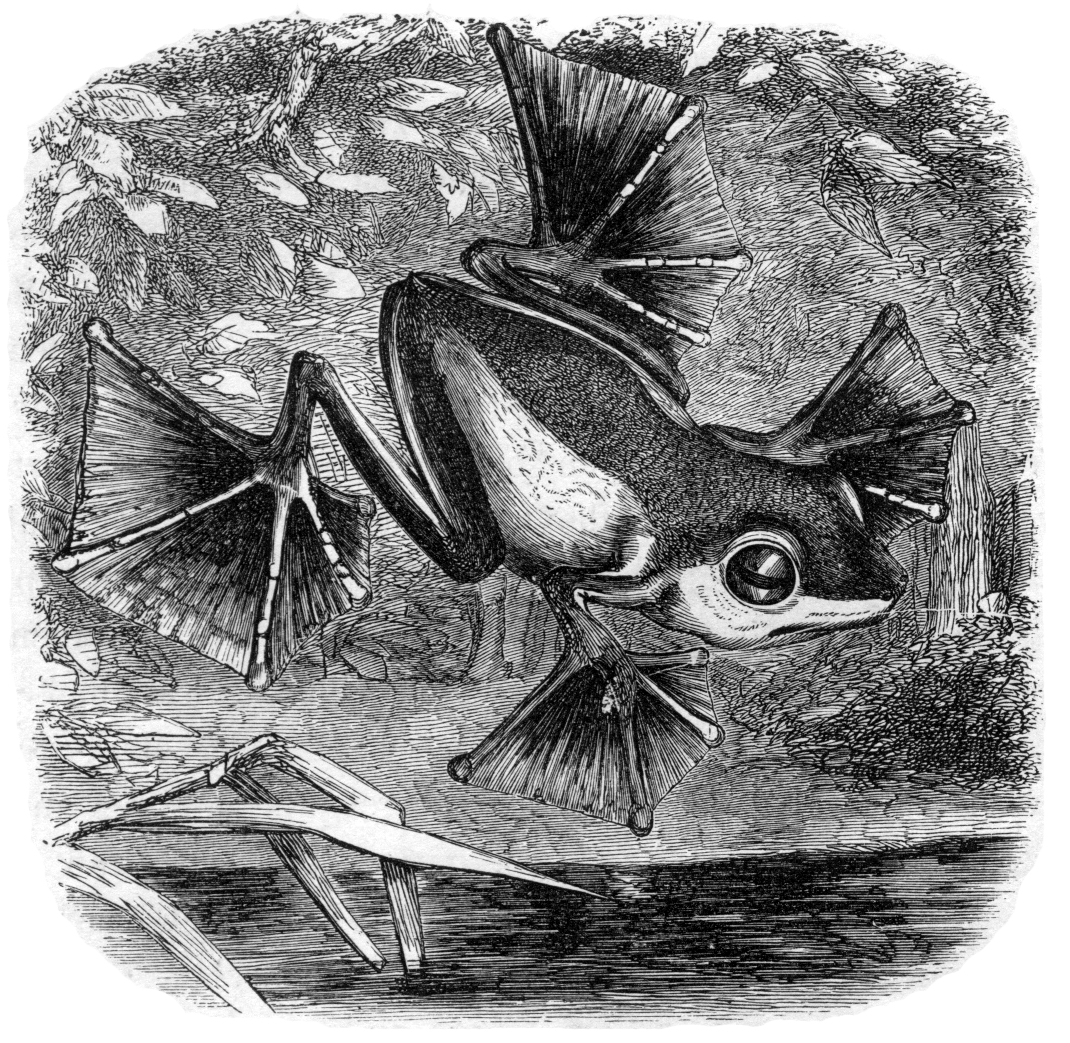
Wallaceova kresba létavky

O popularizaci těchto žab se poprvé zasloužil již britský přírodopisec, badatel, geograf, antropolog a biolog Alfred Russel Wallace, který zmínil létavku černoblannou ve své publikaci The Malay Archipelago. Poprvé ji spatřil na ostrově Borneo roku 1855 a také na jejím příkladu osvětloval evoluční teorii přirozeným výběrem. Svůj text opatřil dřevorytem žáby, vytvořeným podle dříve nakresleného akvarelu. Roku 1869 napsal:
Domnívám se, že je tento první příklad „létající žáby” pro darwinisty velmi zajímavý. Prsty, které se vyvinuly k plavání či šplhání, nyní umožnily druhu plachtit vzduchem jako některým ještěrům.

Létavky, především z rodu Polypedatus či Rhacophorus, se chovají v zajetí. Obecně je pro ně zřizována ubikace pokrytá rašelinou s dostatkem úkrytů a větví, vzhledem k pohyblivosti žab vysoká alespoň jeden metr. Teplota by se měla pohybovat v rozmezí 24 až 29 °C a akvaterárium by mělo obsahovat zdroj vody. Žáby se krmí hmyzem. V zajetí lze však chovat i jiné zástupce čeledi. Roku 2011 publikoval M. F. Nagaturov studii, která se zabývala chovem létavek z rodu Theloderma. Za nejlepšího chovance v ní byla uvedena drsnokožka kornatá (Theloderma corticale), protože trávila většinu dne mimo vodu a tím se stala dobře viditelnou. Vzhledem k tomu, že zástupci tohoto rodu žijí převážně ve vodě, rod Theloderma je doporučeno chovat ve vodních nádržích o teplotě 22 až 24 °C, doplněných o větve či další rostlinný materiál. Vodu je vhodné měnit jednou za 8 až 9 měsíců, protože častá výměna způsobuje ztrátu živin. Důležitý je dostatek tříslovin, zajištěných například listy dubu v nádržích. Ve větších nádržích lze dokonce chovat dospělce společně s pulci i vajíčky.
Pro člověka jinak nemají létavkovití velký význam. Některé druhy však mohou lovit lidé pro maso, jako například létavku indočínskou (Rhacophorus feae) původem z Číny, Laosu, Myanmaru, Thajska a Vietnamu, která je z tohoto důvodu místními pronásledována.

### Ohrožení

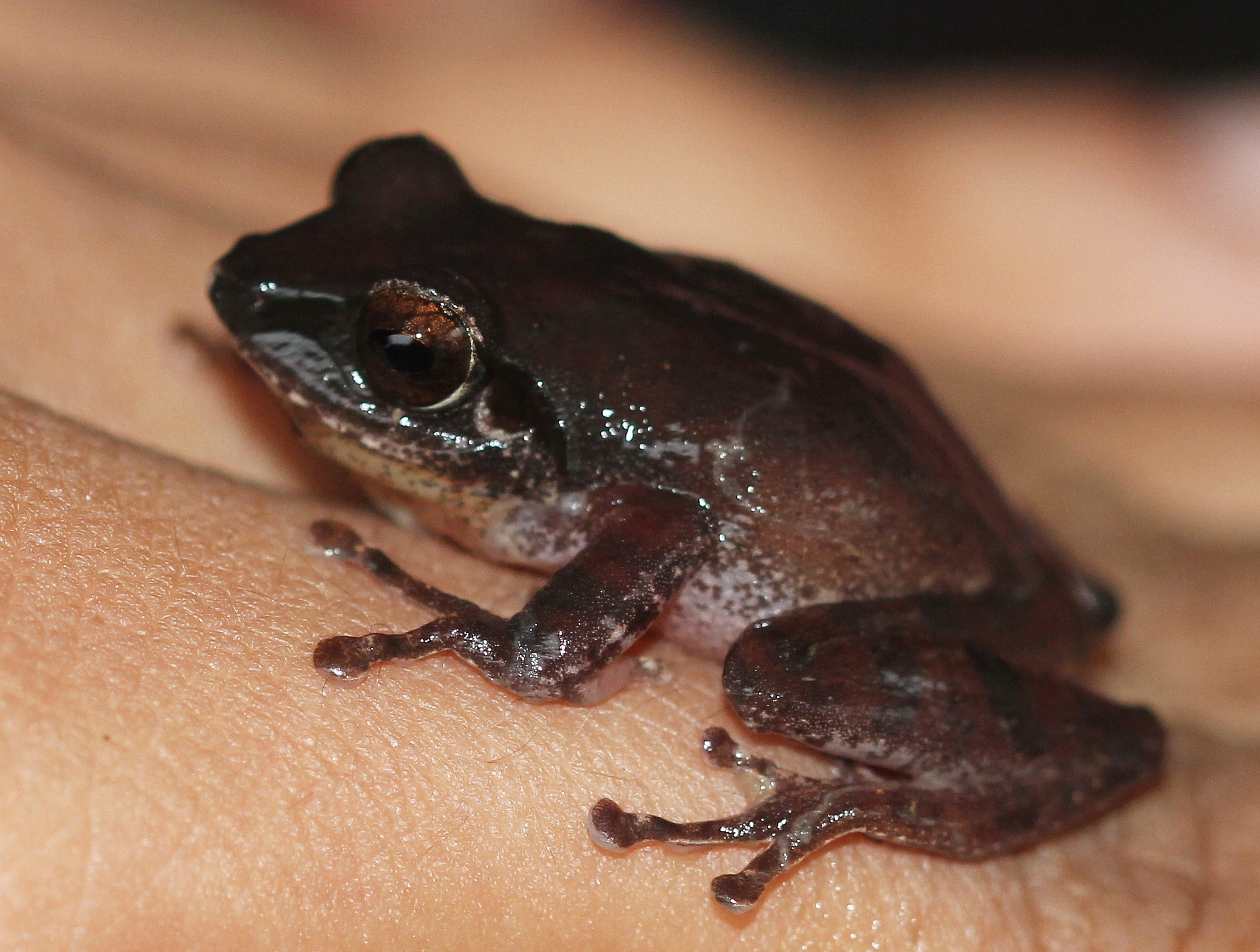
Kriticky ohrožená Pseudophilautus amboli

Nebezpečí pro létavkovité představuje ztráta přirozeného prostředí, kvůli níž se několik druhů stalo ohroženými. Následkem ztráty lesů se stala téměř nebo možná vyhynulou javánská pouchalka Jacobsnova (Philautus jacobsoni), jejíž poslední državou je či bylo malé území o rozloze asi 10 km2 na hoře Ungaran. Ztráta přirozeného prostředí na úkor plantáží přivedla k vyhynutí i létavku Raorchestes sushili. Druh Pseudophilautus papillosus je kromě výsadby plantáží a jiné degradace stanovišť ohrožován i ztrátou přirozeného prostředí následkem těžby drahých kamenů. Druh Chiromantis baladika ohrožuje znečišťování vodních toků chemikáliemi. Některé druhy, například létavku indočínskou (Rhacophorus feae), může ohrožovat i odchyt pro obchod se zvířaty. U některých létavkovitých též byla zaznamenána infekce houbou Batrachochytrium dendrobatidis, která napadá kůži žab, zabraňuje jim tak v dýchání a vyvolává smrtelné onemocnění chytridiomykózu. U většiny jiných žab lze využít k léčení itrakonazol, kvůli senzitivnosti létavkovitých na tento lék však u nich nelze tuto léčbu nasadit.
Některé létavky jsou již pravděpodobně vyhynulé, jako cejlonská létavka Pseudophilautus extirpo, která byla poprvé a naposledy spatřena roku 1882 a za jejíž vymření může zřejmě ztráta biotopu. Roku 2009, kdy čeleď zahrnovala 272 druhů, jich bylo celkem 36 kriticky ohrožených či vyhynulých (podle o několik let starších propočtů okolo 13,2 %). Nejvíce ohrožených nebo vyhynulých druhů bylo v tehdy hodnoceném rodu Philautus, celkem 34, čímž představoval rod žáby s třetím nejvyšším počtem takto ohrožených druhů, hned po bezblance rodu Eleutherodactylus a rodu atelopus (Atelopus). K roku 2018 bylo Mezinárodním svazem ochrany přírody jako vyhynulých hodnoceno 18 druhů létavkovitých, jako kriticky ohrožených již 25 druhů a celkem 143 dalších bylo buď ohrožených, zranitelných či téměř ohrožených; k řadě z nich pak chyběly údaje a jejich status byl stále nejasný.